# Kontár
A kontár szónak több értelmezése is van. Többnyire szakképzetlen embert értünk alatta.
Kontár: olyan kézműves, aki céhes iparágban dolgozott, de a céhbe nem lépett be. A kontár munkáját a céh mindenütt, minden téren igyekezett akadályozni (kézműves mesterség). Negatív megítélésének oka az volt, hogy a kontár a közösség (céh) ellenőrző, fegyelmező, erkölcsi téren és a munkavégzésben egyaránt nagy követelményeket felállító ereje alól vonta ki magát.

## Jelentései
- Eredetileg a céhek korában a céheken kívül állott iparosok voltak, kik nem bírtak megfelelő képesítéssel a mesterség űzésére. Jelenleg általában a tanulatlan iparost értik alatta, ezzel szemben törekszenek a kisiparosok a képesítési kényszert kiterjeszteni.
- Eredetileg a céhen kívül álló iparos a céhek korában, aki nem volt képes elkészíteni a remeket, azért nem lehetett mester. Most átvitt értelemben minden szakmában a tehetségtelen, tanulatlan munkást hívják így.
- Ügyetlen
- A mesterséghez nem értő, gyatra iparos.
- Az ötvenes években: engedély nélkül, otthon dolgozó korábbi kisiparosok. (A kisebb-nagyobb erőszakkal kisipari szövetkezetekbe kényszerített iparosok üldözött, illegális jövedelemkiegészítése.)